# Kuna, Haisîn
Kuna (în ucraineană Куна) este un sat din comuna Kuna, 
raionul Haisîn, regiunea Vinnița, Ucraina.

## Demografie
Componența lingvistică a localității Kuna
     Ucraineană (99,21%)
     Alte limbi (0,79%)
Conform recensământului din 2001, majoritatea populației localității Kuna era vorbitoare de ucraineană (99,21%), existând în minoritate și vorbitori de alte limbi.